# HD 65801
HD 65801，又名BD+35 1731，SAO 60523、HR 3130，是一颗恒星，视星等为6.34，位于銀經185.5，銀緯28.93，其B1900.0坐标为赤經7h 55m 25.1s，赤緯+35° 28.93′ 20″。